# Paramythiidae
Famille
Les Paramythiidae sont une famille de passereaux constituées de 2 genres et de quatre espèces.

## Liste des taxons subordonnés
D'après la classification de référence (version 5.2, 2015) du Congrès ornithologique international :
- Oreocharis Salvadori, 1876
  - Oreocharis arfaki – Oréochare des Arfak
- Paramythia De Vis, 1892
  - Paramythia montium – Paramythie huppée